# Amanieu de Foix
Amanieu de Foix, ou Amédée, mort en 1559 au château de Castillon, est un évêque français du XVIe siècle.

## Biographie
Amanieu de Foix est le fils de Gaston II de Foix, comte de Candale et captal de Buch, et d'Isabelle d'Albret. Par sa mère il est un cousin germain du roi Henri II de Navarre.
Amanieu, nommé aussi Amédée de Foix, est protonotaire apostolique. Il est nommé abbé commendataire de Villemagne et abbé de Boulbonne en 1533. En 1554 il est nommé aussi administrateur de Carcassonne et puis en 1556, de Mâcon. Il administre ce diocèse pendant moins de deux ans car en 1558, il est nommé évêque de Bazas mais il n'est pas sûr qu'il en prenne possession car les calvinistes ravagent le Bazadais et Amanieu de Foix meurt avant d'avoir pris possession de son évêché. À partir de 1554, il fut également abbé commendataire de l'abbaye de Grandville.